# Voskovka vroubkovaná
Voskovka vroubkovaná (Hygrocybe coccineocrenata) je vzácný druh houby z čeledi šťavnatkovité (Hygrophoraceae). V Červeném seznamu hub České republiky je druh uveden jako ohrožený.

## Znaky
Klobouk dorůstá 0,6–3 cm v průměru, v mládí klenutý, vývojem se postupně zplošťujě, přičemž se formuje vmáčklý střed. Suchá pokožka má červenou až červenooranžovou barvu, je posetá drobnými, červenými šupinkami. Okraje jsou hrubě vroubkované. 
Tlusté, bílé nebo bleděžluté lupeny jsou na klobouku řídce uspořádané, u třeně sbíhavé, proložené krátkými lupénky. Výtrusný prach je bílý.
Třeň je válcovitý, 1,5–10 cm dlouhý, suchý, stejné barvy jako klobouk, báze může být lehce plstnatá.
Dužnina má stejnou nebo o něco světlejší, bez chuti i vůně.

## Užití
Nejedlá houba.

## Ekologie
Od Května do října roste tato šťavnatka na silně podmáčených stanovištích, např. na rašeliništích, podmáčených loukách, v mokřadech či olšinách.

## Rozšíření
Druh byl popsán v oblasti Evropy, Severní Ameriky, Japonska, Islandu, Tchaj-wanu a Ghany. V Česku byl její výskyt zaznamenán v oblasti Valašska, Šumavy, Hrubého Jeseníku a Jihlavska.

## Galerie

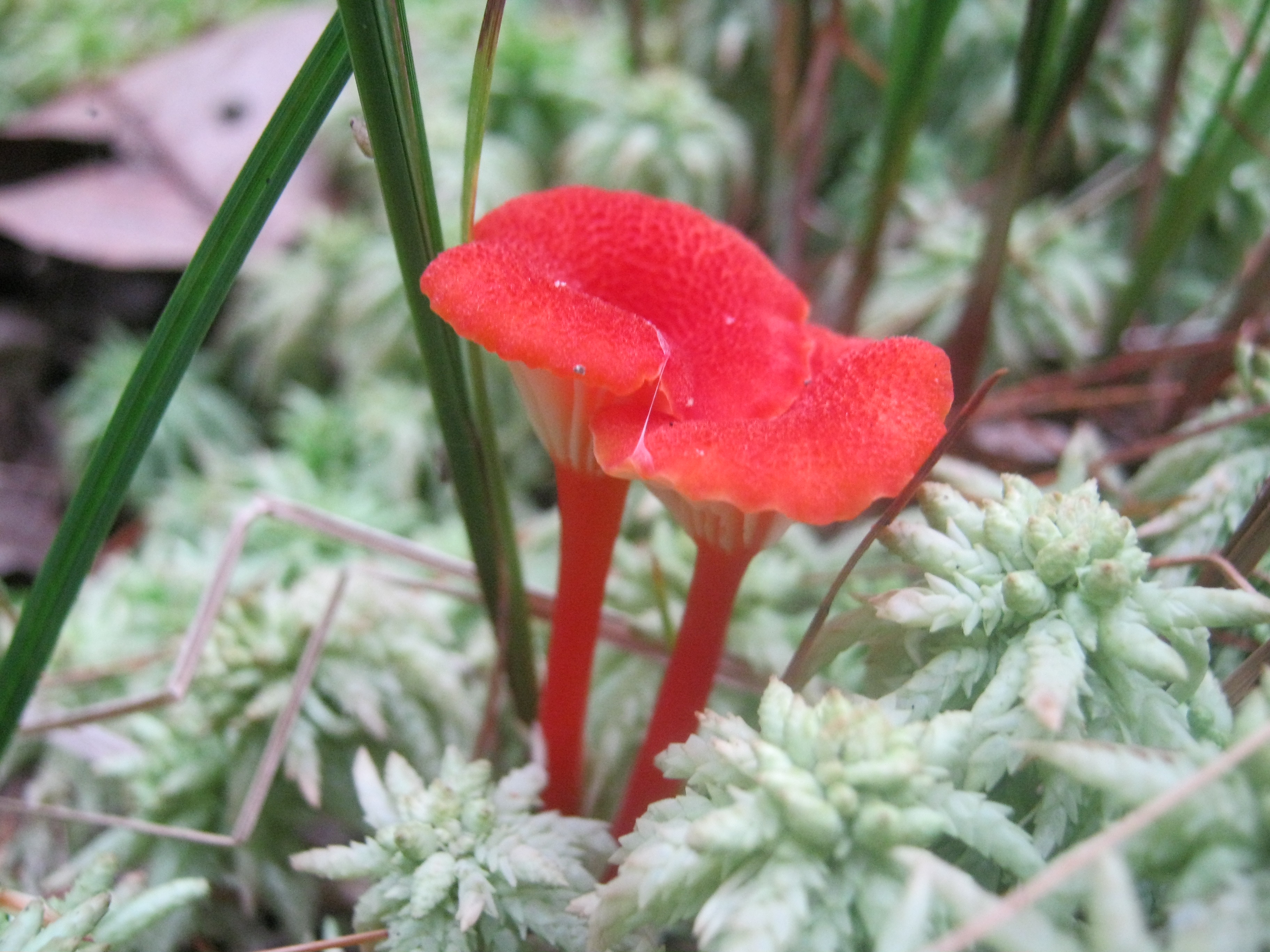
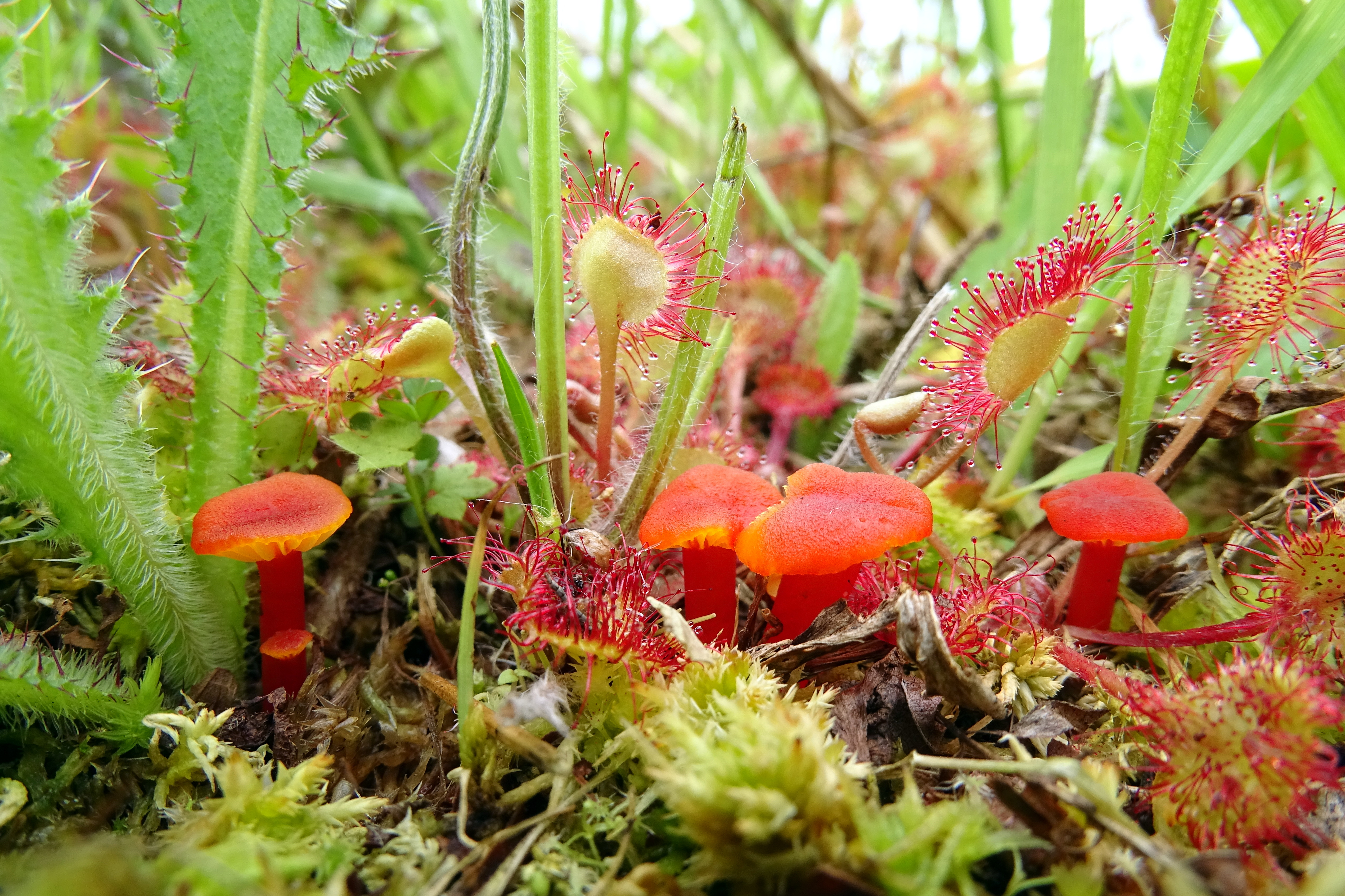

## Možnost záměny
- Voskovka tmavošupinkatá (Hygrocybe turunda)
- Voskovka liškovitá (Hygrocybe cantharellus)